# 胡云生
胡云生（1908年—1980年），男，江西吉安人，中华人民共和国军事人物，中国人民解放军少将，曾任沈阳军区后勤部营房管理部部长。